# Encyklopedia książki
Encyklopedia książki – dwutomowa encyklopedia specjalistyczna wydana w 2017 roku we Wrocławiu przez Wydawnictwo Uniwersytetu Wrocławskiego pod redakcją Anny Żbikowskiej-Migoń i Marty Skalskiej-Zlat w oparciu o grant Narodowego Programu Rozwoju Humanistyki. Stanowi aktualne ujęcie zagadnień związanych z formą i funkcją książki, ewolucją jej miejsca w kulturze, relacją z innymi mediami oraz dyscyplinami badawczymi, w których stanowi główny lub poboczny przedmiot refleksji naukowej. 

## Zawartość
Na kompendium wiedzy o książce składa się blok esejów związanych z zagadnieniami komunikacji społecznej, bibliologii, historii rozwoju medium książki oraz  czytelnictwa. Autorami powyższych esejów są naukowcy powiązani z obszarem nauk bibliologicznych i informatologicznych. Encyklopedia książki zawiera również alfabetycznie ułożone hasła rzeczowe (problemowe, historyczne, przeglądowe i szczegółowe hasła z zakresu wiedzy o książce). Hasła wpisują się w zakres tematyczny encyklopedii:
- Książka — dokument — informacja w badaniach naukowych;
- Książka w społeczeństwie i kulturze;
- Ewolucja książki: od tabliczki glinianej do książki elektronicznej;
- Sztuka książki — książka w sztuce;
- Społeczny obieg książki;
- Informacja o książce (dokumentach);
- Odbiorca i czytelnik książki;
- Bibliofilstwo i kolekcjonerstwo;
- Inne dokumenty nieksiążkowe[2].